# Лонг Нек (Делавер)
Лонг Нек (енгл. Long Neck) насељено је место без административног статуса у америчкој савезној држави Делавер.

## Демографија
По попису из 2010. године број становника је 1.980, што је 351 (21,5%) становника више него 2000. године.
| Група             | 2000.         | 2010.         |
| Белци             | 1.599 (98,2%) | 1.876 (94,7%) |
| Афроамериканци    | 7 (0,4%)      | 41 (2,1%)     |
| Азијати           | 1 (0,1%)      | 7 (0,4%)      |
| Хиспаноамериканци | 8 (0,5%)      | 48 (2,4%)     |
| Укупно            | 1.629         | 1.980         |